# جوب سرخ سفلي (مقاطعة تشرداول)
جوب سرخ سفلي (بالفارسية: جوب سرخ سفلی) هي قرية تقع في قسم بيجنوند الريفي (مقاطعة تشرداول) في إيران. يقدر عدد سكانها بـ 71 نسمة بحسب إحصاء 2016.